# Novovodeane, Novoukraiinka
Novovodeane (în ucraineană Нововодяне) este un sat în comuna Novoiehorivka din raionul Novoukraiinka, regiunea Kirovohrad, Ucraina.

## Demografie
Componența lingvistică a localității Novovodeane
     Ucraineană (85,71%)
     Rusă (14,29%)
Conform recensământului din 2001, majoritatea populației localității Novovodeane era vorbitoare de ucraineană (85,71%), existând în minoritate și vorbitori de rusă (14,29%).